# Лахар (тиран)
Лахар (дав.-гр. Λαχάρης; IV століття до н. е. — після 278 року до н. е.) — давньогрецький політик і воєначальник.
Близько 300 року до н. е. Лахар, бувши командиром контингенту найманців і популярним демагогом, захопив владу в Афінах. Через кілька років в Аттику прибуло військо Деметрія Поліоркета, який мав усі підстави вважати афінян зрадниками. В ході облоги в місті почався голод. Для виплати платні воїнам Лахар наказав переплавити храмові коштовності, в тому числі й створене Фідієм золоте вбрання священної статуї Афіни в Парфеноні. Усвідомивши неможливість продовжувати опір, Лахар втік. Подальша його доля достовірно невідома. Імовірно, він ще брав участь в декількох військових кампаніях, а потім був заарештований в Коронеї. Жителі міста припускали, що Лахар міг приховати скарби афінських храмів. Не отримавши належної інформації, вони стратили колишнього афінського тирана.

## Життєпис

### Правління в Афінах
Античні джерела не дають можливості описати ранні роки життя Лахара. Вільям Скотт Фергюсон зазначав, що ім'я «Лахар» не було характерним для афінського ономастикону. Одночасно, він вважав, що Лахар був афінським громадянином, якщо зміг домогтися вищих посад в місті. Олександр Нефьодкін вважав, що за походженням він був фіванцем. У 301 році до н. е. після поразки війська Антигона Моноофтальма і його сина Деметрія Поліоркета в битві при Іпсі Народні збори Афін постановило «не впускати надалі жодного царя всередину стін міста». По суті, це була відмова від підтримки Деметрія Поліоркета, якому до цього надавали божественні почесті та навіть виділили для проживання частину Парфенону. Одночасно в Афінах почався голод. На цьому тлі владу в місті захопив Лахар, який був не тільки популярним афінським демагогом, а й керував загоном найманців.
Зміна влади в Афінах відбулася за сприяння басилевса Македонії Касандра. Враховуючи, що Кассандр помер у 297 році до н. е., Лахар міг прийти до влади між 301 і 297 роками до н. е. В одному з папірусів зазначено, що знаменитий драматург Менандр написав комедію «Мешканці Імбросу» під час архонтату Нікокла 302/301 року до н. е. для подання на Великих Діонісіях, однак не зміг виступити «через тирана Лахара». Християн Хабіхт вважав, що йшлося про свято 300 року до н. е., яке не відбулося через негаразди під час зміни влади.
В одному з Оксіринхських папірусів міститься фрагментарна хроніка про смуту в Афінах, в результаті якої владу в місті отримав Лахар. В Афінській колегії стратегів сталася сварка між командиром найманців Лахаром і стратегом гоплітів Харієм. Харій сховався на Акрополі, проте незабаром був змушений здатися. Разом з трьома своїми поплічниками, можливо також стратегами, він був засуджений до смертної кари, а владу в місті захопив Лахар. Християн Хабіхт зазначав, що засудження Харія зі спільниками було проведено згідно з віковими демократичними процедурами. Ульрих Карштедт вважав, що Лахар став тираном вже після смерті Кассандра, коли скасував збори пританів.

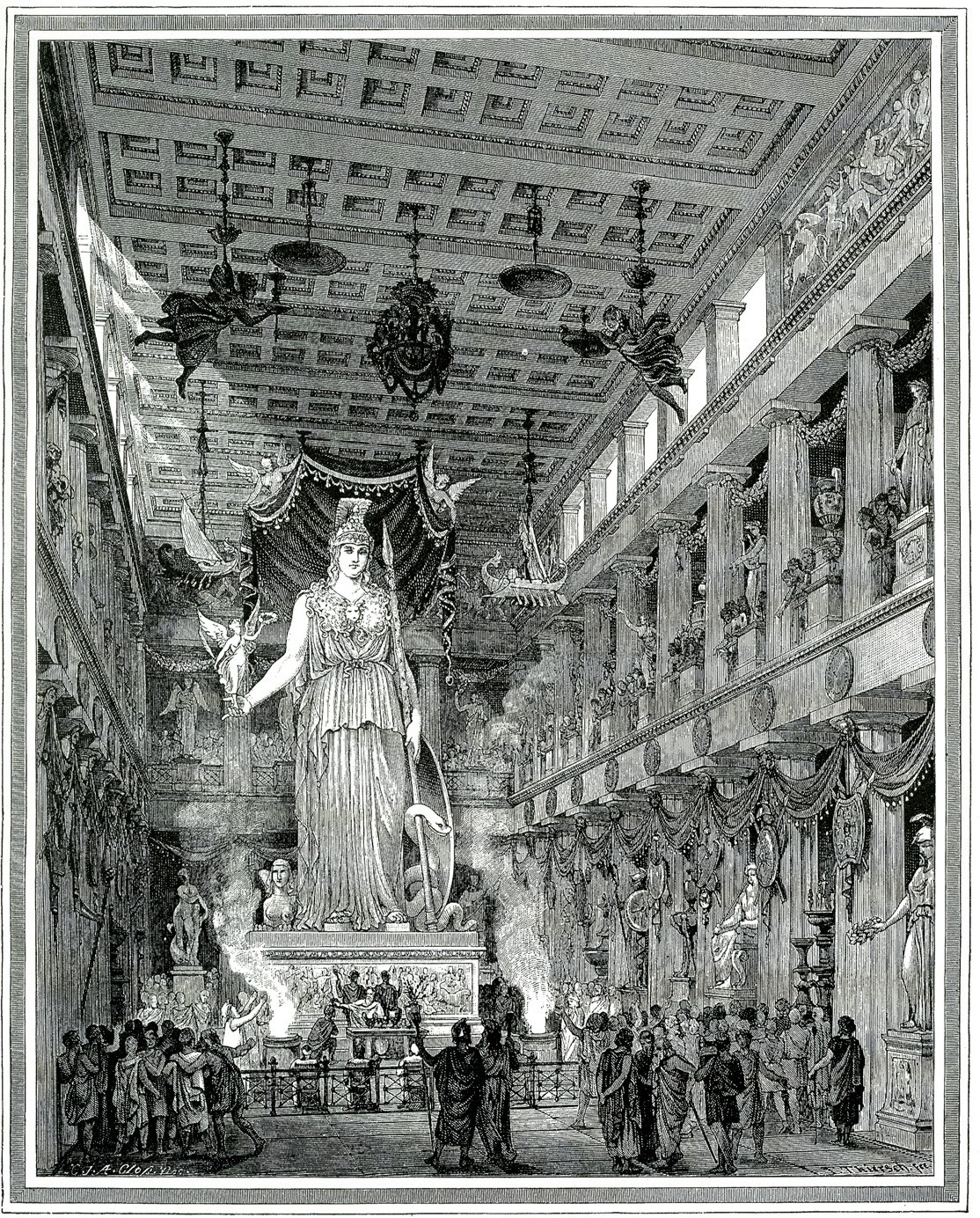
Статуя Афіни Парфенос, з якої Лахар зняв золоте вбрання. Гравюра Якоба фон Фальке, 1887 рік

Перемога Лахара над Харієм була неповною, оскільки загін Харія, якому пообіцяли вільний вихід, разом з частиною громадян захопили прибережне місто поруч зі столицею Пірей. Імовірно антілахарівськими силами в Піреї командував Олімпіодор. У самих Афінах повстання було придушене, а його призвідники вбиті. Лахар отримав необмежену владу, підконтрольні йому загони зайняли Акрополь, а в самих Афінах на початку свого правління він користувався підтримкою демосу. Не пізніше 296 року до н. е. в Аттику прибуло військо Деметрія Поліоркета, який прагнув знову заволодіти Афінами. Перша спроба була невдалою, однак, вже навесні 295 року до н. е. він зміг захопити острови Саламін і Егіну, а також укріплення Елевсіну, Рамнунту і Муніхія. У блокованих з суші та з моря Афінах почався голод. Згідно Плутарху, філософ Епікур зі своїми учнями поштучно ділили квасолинки, а батько побився з сином за володіння дохлою мишею. Сам тиран вів підкреслено аскетичний спосіб життя і продовжував керувати опором, в надії на допомогу ззовні.
Лахар, щоб заплатити воїнам, був змушений переплавити храмові коштовності, в тому числі й створене Фідієм золоте вбрання священної статуї Афіни в Парфеноні. Згідно з Павсанієм, «все, що було зроблено зі срібла і з золота, все це викрав Лахар під час своєї тиранії». Також, в місті було скликано Народні Збори, які постановили стратити кожного, хто заговорить про мир з Деметрієм. Басилевс Єгипту Птолемей I Лагід відправив на допомогу Афінам 150 кораблів, проте вони не змогли прорвати блокаду. Лахар, бачачи, що не зможе витримати облогу, був змушений переодягненим бігти в Фіви. Після цього афіняни, приблизно у квітні 295 року до н. е., були змушені відкрити міські ворота і здатися. Сам Лахар був засуджений до смерті, а його нащадки — до вигнання.

### Після втечі з Афін
Інформація про подальше життя Лахара в античних джерелах має фрагментарний характер. Згідно Поліену, Лахар покинув місто в одязі раба, після чого сів на коня і втік. По дорозі він розкидав золоті дарики, через що переслідували його вершники робили зупинки й Лахар зміг відірватися від погоні. Спочатку він досяг Фів, де знайшов притулок. У 292 році до н. е., коли й це місто було захоплене Деметрієм, був змушений тікати в Дельфи, а звідти до Лісімаха. Можливо, у Фівах Лахар також воював проти Димитрія. Вибір Лахаром для свого чергового притулку царства Лісімаха Хелен Лунд пов'язувала з тим, що на той момент Лісімах був головним ворогом Деметрія і, відповідно, там він міг розраховувати на привітний прийом. На службі у Лісімаха він брав участь в обороні Сесту, втік із захопленого міста в Лісімахію, а звідти в Кассандрію. Місцевий тиран Аполлодор, близько 279/278 року до н. е., постановив вигнати Лахара зі своїх володінь. Потім він опинився в Коронеї. Згідно Павсанію, коронейці запідозрили Лахара в тому, що він приховав вкрадені в храмах Афін багатства. Колишній афінський тиран був схоплений, а потім убитий.

## Оцінки
Павсаній охарактеризував Лахара найжорстокішим з усіх тиранів по відношенню до людей і самим нечестивим по відношенню до богів. На думку Гельмута Берве, така характеристика не відповідає дійсності. В античних джерелах немає будь-яких свідчень про безчинства зроблені лахаром. В Афінах продовжували функціонувати Народні збори та інші магістратури, хоч їхня робота і мала формальний характер. На думку Ігоря Сурікова, за п'ять років правління в Афінах Лахар не зробив нічого гідного згадки. Бободжан Гафуров і Дімітріос Цибукідіс, навпаки, пов'язували з ім'ям Лахара військову реформу введення добровільної служби в народному ополченні замість обов'язкової військової повинності.
Афінянам Лахар запам'ятався тим, що розграбував стародавні святині. Згідно Плутарху, деякі навіть «насмілювалися» говорити, що він «обдер Афіну» знявши з її статуї роботи Фідія в Парфеноне золотий одяг. Афіней з Навкратісу наводить цитату з комедії «Ареопагіт» без вказівки авторства: «Як обібрав Лахар Афіну бідну, / Так оберу тебе за марнослів'я». Гельмут Берве відзначав, що афіняни й до Лахара періодично, під час крайньої потреби, використовували храмові коштовності. Однак, в цьому випадку, воно не було підтверджено рішенням Народних зборів і було сприйнято афінянами як акт тиранії.
Християн Хабіхт вважав, що Лахар «довго і хоробро» протистояв досвідченому в мистецтві облоги Деметрію Поліоркету. Гельмут Берве відзначав, що афіняни боялися помсти з боку Деметрія Поліоркета. Саме цей факт, а не любов до Лахара, змусив їх терпіти нужду і голод, а також прийняти рішення про смертну кару кожного, хто заговорить про здачу міста.

### Історичні джерела
- Афіней. Бенкетуючі софісти.
- Павсаний. Описание Эллады / Перевод и примечания С. П. Кондратьева под редакцией Е. В. Никитюк. Ответственный редактор проф. Э. Д. Фролов. — СПб. : Алетейя, 1996. — ISBN 5-89329-006-2.
- Плутарх. Деметрій Поліоркет // Порівняльні життєписи.
- Плутарх. Про Ісіду та Осіріса.
- Полиэн. Стратегемы[la] / под общей редакцией А. К. Нефёдкина. — СПб. : Евразия, 2002. — 608 с. — ISBN 5-8071-0097-2.